# 天主教迪维诺波利斯教区

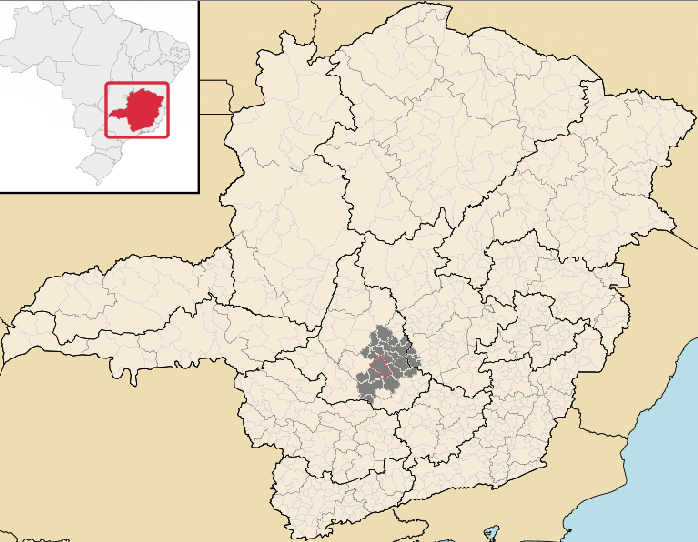
天主教迪维诺波利斯教区

Regional CNBB Leste 2.

天主教迪維諾波利斯教區（拉丁語：Dioecesis Divinopolitana），是巴西一個天主教教區，包括米納斯吉拉斯州中西部共廿五市。屬貝洛奧里藏特總教區。
教區成立於1958年7月11日，2006年有教友612,390人，佔轄區總人口85.9%。有五十個堂區、司鐸九十五人。教區主教何塞·卡洛斯·德索薩·坎波斯（José Carlos de Souza Campos）。